# Ласточковая котинга
Ласточковая котинга (лат. Phibalura flavirostris) — южноамериканский вид воробьинообразных птиц из семейства котинговых (Cotingidae). Длина тела — 21,5—22 см.
Ласточковая котинга обитает в лесах и лесных местностях, а также граничащих с ними садах с неровно рассеянными деревьями (на которых они обычно строят гнёзда), на высоте до 2000 метров. Является высотным мигрантом, гнездящимся в горных местностях и спускающийся ниже перед южной зимой.
Распространение: юго-восток Бразилии, восток Парагвая и северо-восток Аргентины (Мисьонес).
Phibalura boliviana Chapman, 1930 ранее считалась подвидом ласточковой котинги.